# Marcus Mattioli
Marcus Laborne Mattioli (Belo Horizonte, 18 ottobre 1960) è un ex nuotatore brasiliano.

## Carriera
Nelle olimpiadi del 1980 di Mosca, ha vinto la medaglia di bronzo per la staffetta 4 × 200 metri stile libero.